# Данилов Софрон Петрович
Софрон Петрович Дани́лов (нар. 19 квітня 1922, Митахський наслег — пом. 7 вересня 1993, Якутськ) — якутський письменник, перекладач, літературний критик; член Спілки письменників СРСР з 1949 року. Брат поета Семена Данилова.

## Біографія
Народився 19 квітня 1922 року в Митахському наслезі Західно-Кангаласького улусу (тепер Гірський улус, Республіка Саха, РФ). Навчався в Якутському робфаці. Протягом 1941—1942 років служив в Червоній армії, брав участь у німецько-радянській війні. 1946 року закінчив Якутський педагогічний інститут. Працював на педагогічній та журналістській роботі. Член КПРС з 1963 року.
З січня 1979 був головою правління Спілки письменників Якутії і секретарем Спілки письменників РРФСР. Обирався делегатом XXVI з'їзду КПРС, депутатом Верховної Ради Якутської АРСР кількох скликань. У 1992 році обраний головою Ради Конгресу народу саха. Помер в Якутську 7 вересня 1993 року.

## Творчість
Почав друкуватися з 1938 року. Автор:
- оповідань і нарисів:
  - «Советскай Союз Геройа Федор Попов» («Герой Радянського Союзу Федір Попов», 1944);
  - «Кɵрсγhγγ» («Зустріч», 1945);
  - «Тэреэбут алааска» («У рідному аласі», 1957);
  - «Тиит» («Модрина», 1974);
  - «Сэбирдэхтэр уонна силистэр» («Листя та коріння», 1979);
- повістей:
  - «Эн доҕотторуҥ» («Твої друзі», 1948—1949);
  - «Манчаары» («Манчари», 1969);
  - «Дьону үөрдэ сылдьаары» («Нести радість людям», 1967);
  - «Уот» («Вогонь»);
  - «Сарсын эмиэ γγнγɵ» («І завтра буде день», 1979);
  - «Бааhына» («Рілля», 1986);
- романів:
  - «Сүрэх тэбэрин тухары» («Поки б'ється серце», 1967);
  - «Амма кырасаабыссалара» («Красуня Амга», 1976; український переклад Ігора Січовика, 1987);
  - «Kuhu биирдэ олорор» («Людина живе лише раз», книги 1–2, 1973—1975);
  - «Сказання про Дженкіру»;
  - «Барымаҥ даа, кубалар» («Не відлітайте, лебеді…», 1984);
- драми «Сахалар ааттарыттан» («Від імені якутів», 1963).

Присвятив статті творчості Тараса Шевченка та інших українських письменників, зокрема:
- «Улуу поэт-демократ» («Великий поет-демократ») // «Кыым» («Іскра», 10 березня 1951);
- «Украина суруйааччылара» («Письменники України») // «Кыым» («Іскра», 25 квітня 1954).

Твори письменника переведені російською мовою та іншими мовами.
Автор програм і підручника з якутської літератури для середньої школи.
Переклав на якутський мову окремі твори Джека Лондона, Лопе де Веґи, Івана Крилова, Максима Горького, Михайла Шолохова, роман «Що робити?» Миколи Чернишевського, низку драматичних творів Олександра Островського, комедію Василя Минка «Не називаючи прізвищ».
Окремі твори письменника українською мовою перекладені Олександром Бандурою. Його творчість досліджував український літературознавець Іван Дзюба

## Відзнаки
- Нагороджений орденами:
  - Трудового Червоного Прапора (19 квітня 1982);
  - Дружби народів (16 листопада 1984);
  - «Знак Пошани» (28 жовтня 1967; 18 квітня 1972);
- Державна премія Республіки Сахи імені Платона Ойунського (1967; за роман «Поки б'ється серце»).
- Премія комсомолу Якутії;
- Премія Спілки письменників СРСР;
- Премія КДБ СРСР[3];
- Народний письменник Якутії з 1982 року;
- Державна премія РРФСР імені Максима Горького (1985; за романи «Б'ється серце» та «Красуня Амга»);
- Заслужений працівник культури Російської Федерації[4].

## Пам'ять
Його іменем названі:
- Джикимдинська середня школа Гірського улусу;
- одна з вулиць селі Бердігестях;
- вантажний теплохід Ленського об'єднаного пароплавства.

У Митахському наслізі Гірського улусу відкритий літературний музей народних письменників братів Семена і Софрона Данилових.
Художник Осипов Афанасій Миколайович написав портрет письменника.